# 1090 w polityce

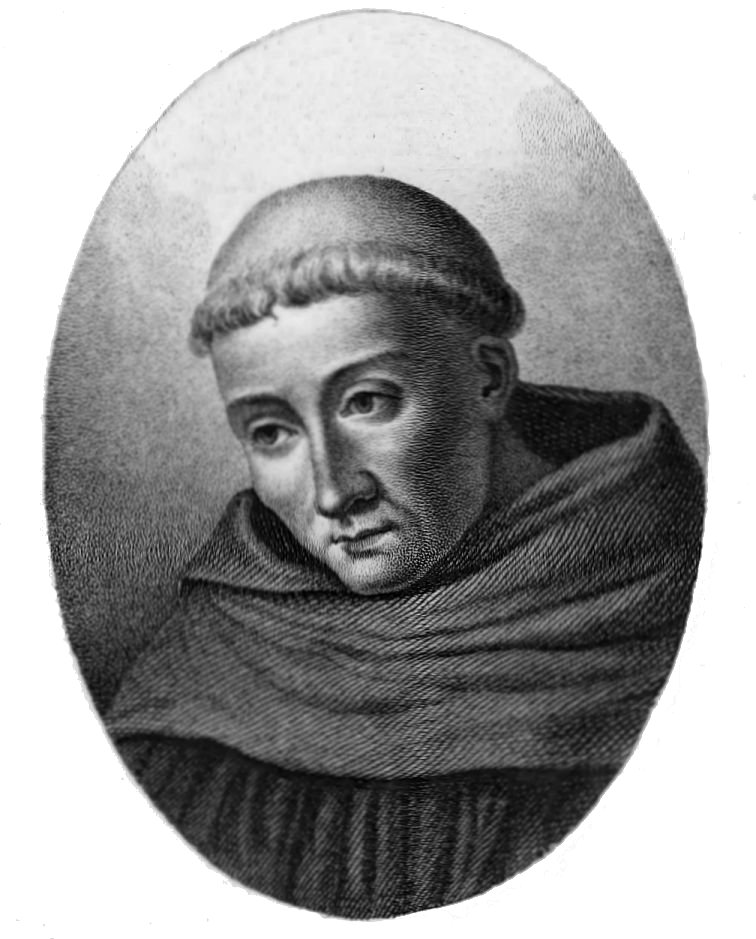
Święty Bernard z Clairvaux

Wydarzenia polityczne w 1090 roku.

## Wydarzenia
- Almorawidzi zaatakowali Andaluzję.
- Początek nieudanych wypraw Władysława Hermana na Pomorze (do 1091)[1][2].

## Urodzili się
- Bernard z Clairvaux, zakonnik cysterski[3].

## Zmarli
- 3 lipca Ekbert II, hrabia Brunszwiku i margrabia Miśni[4].
- 6 października Adalbero von Würzburg, biskup niemiecki[5].